# Жерар Дебре
Жера́р Дебре́ (фр. Gerard Debreu; 4 липня 1921, Кале, Франція — 31 грудня 2004) — американський економіст французького походження, спеціаліст із математичної економіки; лауреат Нобелівської премії з економіки 1983 року, присудженої за розробки, що стосуються теорії загальної економічної рівноваги.

## Біографія
Дж.Дебре народився 4 липня 1921 р. в м. Кале (Франція) у сім'ї дрібного промисловця. У рідному місті закінчив коледж, здобувши 1939 р. ступінь бакалавра. Прагнув стати математиком, але Друга світова війна внесла корективи в його плани. Після проходження навчання в офіцерській школі в Алжирі, служив у французькій армії. Службу закінчив влітку 1945 р. в Німеччині.
1945 р. Дебре одружився з Франсуазою Блед, у них народилися дві дочки.
1946 р. Дж.Дебре отримав кваліфікацію викладача математики, хоча його все більше приваблювала економіка. Він влаштовується працювати молодшим співробітником із економіки в Національний центр наукових досліджень.
1949 р. Дж.Дебре почав працювати асистентом-дослідником у Комісії Коулса з економічних досліджень у Чиказькому університеті.
1956 р. у Паризькому університеті він здобув ступінь доктора природничих наук, а 1962 р. став професором економіки в Каліфорнійському університеті. Там же 1975 р. його призначають професором математики, й цього ж року він стає громадянином США. 

## Наукові дослідження і досягнення
Наукові дослідження Дж.Дебре були присвячені переважно проблемам загальної рівноваги. Разом з Кенетом Ерроу Дж.Дебре створив математичну модель рівноваги, що мала назву “модель Ерроу–Дебре”.
У своїй “Теорії вартості” вчений подав повну аксіоматичну систему, в якій описано функції споживача і роль фірми у сучасній економіці. За введення нових аналітичних методів дослідження в економічну теорію та формалізацію теорії загальної рівноваги 1983 р. Дж.Дебре присуджено Нобелівську премію з економіки. На церемонії вручення премії було відзначено, що Дж.Дебре “забезпечив економістів загальною теорією, яку можна застосовувати до найрізноманітніших ситуацій”.
Свідченням високого наукового авторитету Дж.Дебре є обрання його 1971 р. президентом Міжнародного економетричного товариства, а 1990 р. – президентом Американської економічної асоціації. Він є членом Американської академії наук і мистецтв, Національної академії наук США, Американської асоціації сприяння розвитку науки та Філософського товариства, іноземним членом Французької академії наук. Дж.Дебре веде спокійний спосіб життя в Берклі, до нього постійно приїздять студенти та провідні економісти зі всього світу.